# Ciudad de Barcelona
Die Fähre Ciudad de Barcelona der Grimaldi Transmed wurde 2011 von der Werft Hijos De J, Barreras in  Vigo abgeliefert und verkehrt aktuell (2013) zwischen Barcelona, Alcudia und Mahón.

## Beschreibung
Die Ciudad de Barcelona hat eine Nenngeschwindigkeit von 26 kn. Sie hat eine Passagierkapazität von 1457 Personen, verfügt über 124 Kabinen (Doppel- und Viererkabinen), außerdem sind 488 Liegesitze vorhanden. An Bord bestehen auf den Fahrzeugdecks Stellplätze für 300 Pkw. Ihr Schwesterschiff ist die Volcan de Tinemar (IMO 9506291).

## Geschichte
Die Fähre wurde 2011 an die Reederei Naviera Armas, Las Palmas abgeliefert und ging als Volcán del Teide auf Fahrt. Die Volcán del Teide verkehrte häufig auf den Strecken zwischen Gran Canaria, Teneriffa, Lanzarote und Huelva. 2022 wurde sie umbenannt in Ciudad de Barcelona.